# Luciano Galbo
Luciano Galbo (Pàdua, Vèneto, 12 d'abril de 1943 – Trofarello, Piemont, 23 de setembre de 2011) va ser un ciclista italià que fou professional entre el 1964 i el 1968. En el seu palmarès destaca una victòria d'etapa al Giro d'Itàlia de 1965 i una edició del Giro del Vèneto.

## Palmarès
- 1965
  - Vencedor d'una etapa al Giro d'Itàlia
- 1967
  - 1r al Giro del Vèneto

### Resultats al Giro d'Itàlia
- 1964. 23è de la classificació general
- 1965. 21è de la classificació general. Vencedor d'una etapa
- 1967. 35è de la classificació general
- 1968. 87è de la classificació general